# 191 a.C.
Il 191 a.C. (CXCI a.C. in numeri romani) è un anno  del II secolo a.C.

## Eventi
- Grecia - Battaglia delle Termopili: Sconfitta di Antioco III alle Termopili da parte dei romani.
- 10 aprile - Roma: consacrazione del tempio della Magna Mater.

## Morti
- Arsace II, sovrano
- Damocrito, militare greco antico